# Heaven (canção de Niall Horan)
"Heaven" é uma canção do cantor irlandês Niall Horan, gravada para seu terceiro álbum de estúdio The Show (2023). Foi composta pelo artista com os colaboradores Tobias Jesso Jr., Joel Little e John Ryan, tendo sido também produzida pelos dois últimos. A faixa foi lançada em 17 de fevereiro de 2023 através da Capitol Records, servindo como o primeiro single de The Show.

## Desempenho comercial

### Paradas semanais
| Parada (2023)                                | Melhor posição |
| -------------------------------------------- | -------------- |
| Austrália (ARIA)                             | 30             |
| Áustria (Ö3 Austria Top 75)                  | 47             |
| Bélgica (Ultratop 50 de Flandres)            | 29             |
| Canadá (Canadian Hot 100)                    | 36             |
| Canadá (Billboard CHR/Top 40)                | 16             |
| Canadá (Billboard Hot AC)                    | 22             |
| Estados Unidos (Billboard Hot 100)           | 62             |
| Estados Unidos (Billboard Adult Top 40)      | 16             |
| Estados Unidos (Billboard Mainstream Top 40) | 23             |
| Grécia (IFPI)                                | 53             |
| Irlanda (IRMA)                               | 4              |
| Japão (Billboard Japan Hot Overseas)         | 10             |
| Lituânia (AGATA)                             | 34             |
| Mundo (Billboard Global 200)                 | 43             |
| Noruega (VG-lista)                           | 20             |
| Nova Zelândia (Recorded Music NZ)            | 34             |
| Países Baixos (Dutch Top 40)                 | 15             |
| Países Baixos (Single Top 100)               | 22             |
| Polónia (Polish Airplay Top 100)             | 18             |
| Polónia (Polish Streaming Top 100)           | 96             |
| Portugal (AFP)                               | 197            |
| Reino Unido (UK Singles Chart)               | 16             |
| República Checa (Rádio – Top 100)            | 52             |
| República Checa (Singles Digitál Top 100)    | 78             |
| Singapura (RIAS)                             | 23             |
| Suécia (Sverigetopplistan)                   | 54             |
| Suíça (Schweizer Hitparade)                  | 69             |

## Histórico de lançamento
| Região         | Data                    | Formato(s)                      | Versão   | Gravadora(s) | Ref.   |
| -------------- | ----------------------- | ------------------------------- | -------- | ------------ | ------ |
| Várias         | 17 de fevereiro de 2023 | Download digital streaming      | Original | Capitol      | [ 28 ] |
| Itália         | 17 de fevereiro de 2023 | Radio airplay                   | Original | Universal    | [ 29 ] |
| Estados Unidos | 21 de fevereiro de 2023 | Rádios pop                      | Original | Capitol      | [ 30 ] |
| Estados Unidos | 27 de fevereiro de 2023 | Rádios hot AC                   | Original | Capitol      | [ 31 ] |
| Várias         | 10 de março de 2023     | Download digital streaming      | Acústica | Capitol      | [ 32 ] |
| Várias         | 14 de abril de 2023     | CD single vinil de 7" polegadas | Original | Capitol      | [ 33 ] |